# Polana villara
Polana villara är en insektsart som beskrevs av Delong 1979. Polana villara ingår i släktet Polana och familjen dvärgstritar. Inga underarter finns listade i Catalogue of Life.